# Ismael Flores
Ismael Flores är en ort i Mexiko.   Den ligger i kommunen Juárez och delstaten Nuevo León, i den centrala delen av landet, 700 km norr om huvudstaden Mexico City. Ismael Flores ligger 381 meter över havet och antalet invånare är 489.
Terrängen runt Ismael Flores är platt, och sluttar brant österut. Runt Ismael Flores är det ganska tätbefolkat, med 83 invånare per kvadratkilometer. Närmaste större samhälle är Ciudad Guadalupe, 19,4 km väster om Ismael Flores. I omgivningarna runt Ismael Flores växer huvudsakligen savannskog.